# Refugi de les Ares
El Refugi de les Ares és, almenys de nom, un refugi del terme municipal d'Alt Àneu, a la comarca del Pallars Sobirà. Està situat en l'àmbit del poble d'Alós d'Isil, a l'antic terme de la Mancomunitat dels Quatre Pobles.
Està situat davant, nord-oest, del santuari de la Mare de Déu de les Ares, a 1.769 metres d'altitud, a prop de la fita quilomètrica 52 de la carretera C-28, a mitja pujada del Port de la Bonaigua. És al bell mig de dos revolts molt tancats de la carretera. Funciona també com a restaurant.
L'any 1964 va deixar d'estar en funcionament, i el 1970 va passar a ser propietat del MOPU. Durant força anys va estar abandonat, fins que al voltant dels anys 80 va fer-se'n càrrec un particular, que el transformà en Refugi, subvencionat per la Generalitat de Catalunya. Mai no ha funcionat realment com a refugi de muntanya, sinó com a restaurant, tot i que en cas de molta neu, estan obligats a donar allotjament.
Avui en dia, s'està negociant la possibilitat que Les Ares sigui traspassada a l'Ajuntament d'Alt Àneu.